# ثيودور المصيصي
ثيودور أو ثيودورس المصيصي أو تيودور المفسوسطي (350 انطاكية – 428) كان أحد أبرز ممثلي مدرسة أنطاكيا وأهم معلمي كنيسة المشرق. وصار اسقف المصيصة عام 393، فسمي بثيودورس المصيصي، ومارس تلك المهمة حتى سنة 428، سنة وفاته.

## حياته
ولد في انطاكية وأصبح أسقفا لمدينة المصيصة. درس ثيودورس مع صديقه يوحنا فم الذهب على ليبانيوس، معلم البلاغة الشهير. وكان تلميذا للاهوتي ديودور واشتهر بدفاعه عن المسيحية ضد المعتقدات التي انتشرت في عصره. وكان ثيودورس اعظم معلّم في انطاكية على مستوى الاهوت وتفسير الكتاب المقدس. كتب في اليونانيّة فعدّ من اغزر كتاب القرون المسيحية الأولى، وله كتاب مترجم إلى العربية يحمل عنوان العظات التعليمية هو العنوان الذي أعطاه الأب ريمون تونو لكتابين كانا منفصلين في الأساس: شروح في قانون الأيمان، شروح في أسرار الكنيسة. هي تضم ستة عشرة عظة. العظات العشر الأولى تتطرق إلى قانون. أرتبط اسمه بتلميذه نسطور الذي حرم كهرطوق في مجمع أفسس سنة 431 وهو ما أدى لاحقا إلى حرمان تعليمه في مجمع القسطنطينية الثاني سنة 553 من قبل الكنائس الغربية، على أن هذا الأمر لم يمنع من شهرته في أوساط كنيسة المشرق التي تعتبره أعظم لاهوتييها وأحد قديسيها الكبار.

## روابط خارجية
- ثيودور المصيصي على موقع الموسوعة البريطانية (الإنجليزية)
- تيودور المصيصي وقراءته لسفر التكوين، بولس الفغالي
- "Theodore of Mopsuestia." at the الموسوعة الكاثوليكية.